# سوپرجام اروپا ۲۰۲۵
سوپرجام اروپا ۲۰۲۵ پنجاهمین دوره از رقابت‌های سوپر جام اروپا است. این مسابقه فوتبال سالیانه توسط یوفا بین قهرمان لیگ قهرمانان اروپا و لیگ اروپا برگزار می شود. این مسابقه در ۱۳ اوت ۲۰۲۵ بین پاری سن ژرمن قهرمان لیگ قهرمانان اروپا ۲۵–۲۰۲۴ و تاتنهام هاتسپر قهرمان لیگ اروپا ۲۵–۲۰۲۴ در ورزشگاه فریولی شهر اودینه در کشور ایتالیا برگزار خواهد شد.
رئال مادرید مدافع عنوان قهرمانی است.

## انتخاب میزبان
میزبان توسط کمیته اجرایی یوفا در جلسهٔ آنها در لوزان، سوئیس، در ۱۶ دسامبر ۲۰۲۴ منسوب خواهد شد.

## بازی

### جزئیات
برندگان لیگ قهرمانان به‌عنوان تیم "خانه" برای اهداف اجرایی تعیین می‌شوند.
| پاری سن ژرمن | ۲–۲ | تاتنهام هاتسپر |
| ------------ | --- | -------------- |
|              |     |                |
| ضربات پنالتی |     |                |
|              | ۳-۴ |                |